# Corynocarpus laevigatus
Corynocarpus laevigatus är en tvåhjärtbladig växtart som beskrevs av J.R. Forster och G. Forster. Corynocarpus laevigatus ingår i släktet Corynocarpus, och familjen Corynocarpaceae. Inga underarter finns listade i Catalogue of Life.

## Bildgalleri

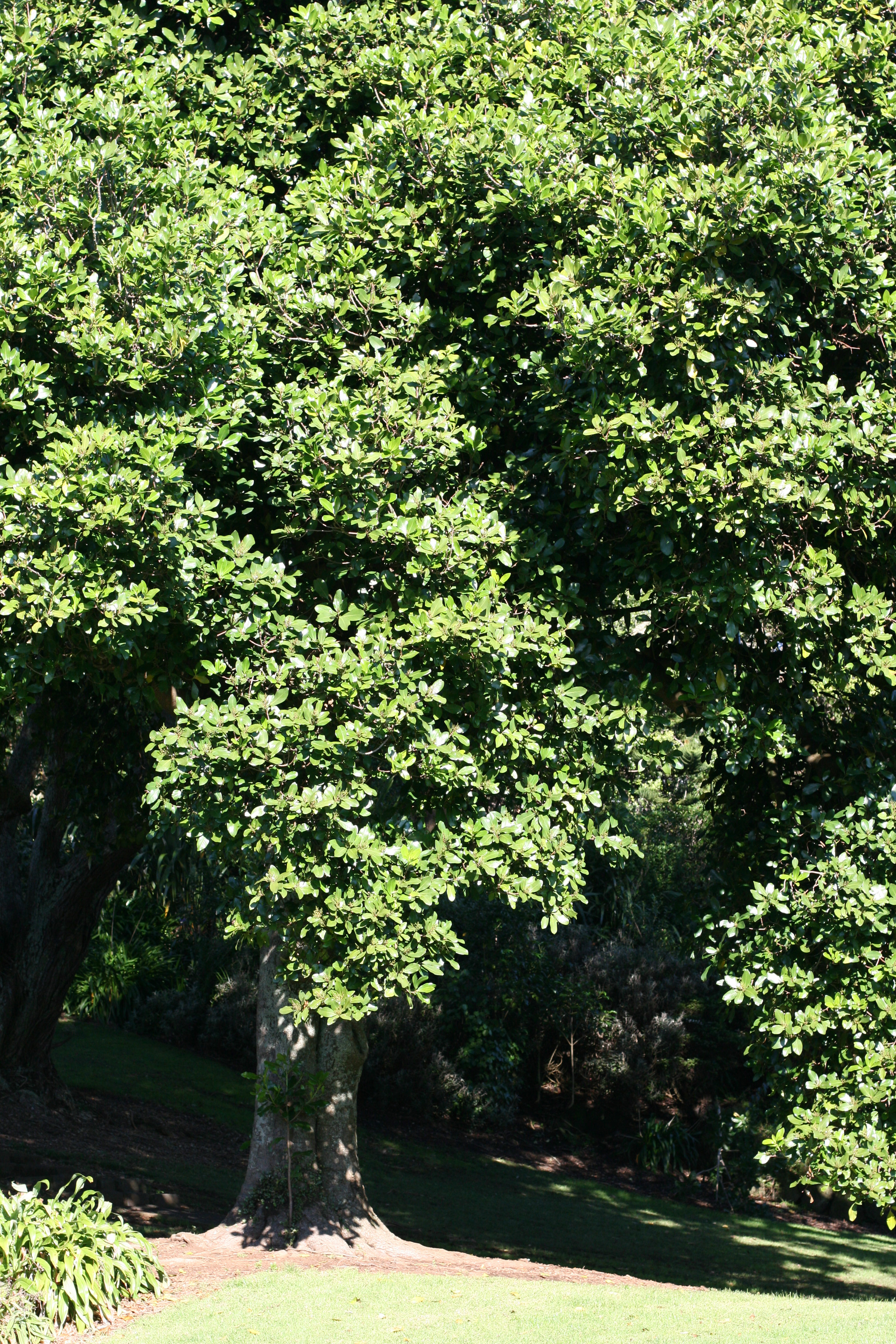
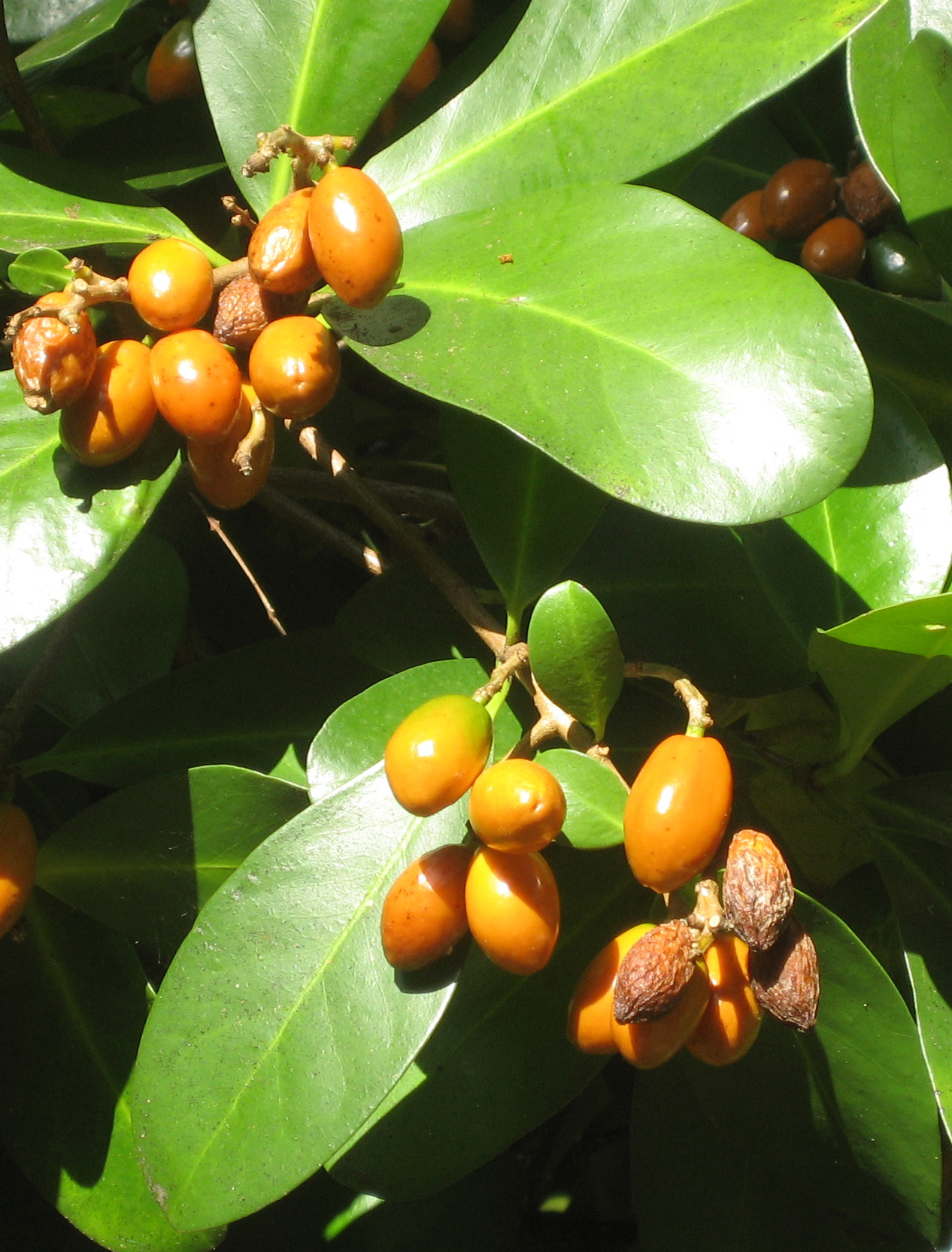
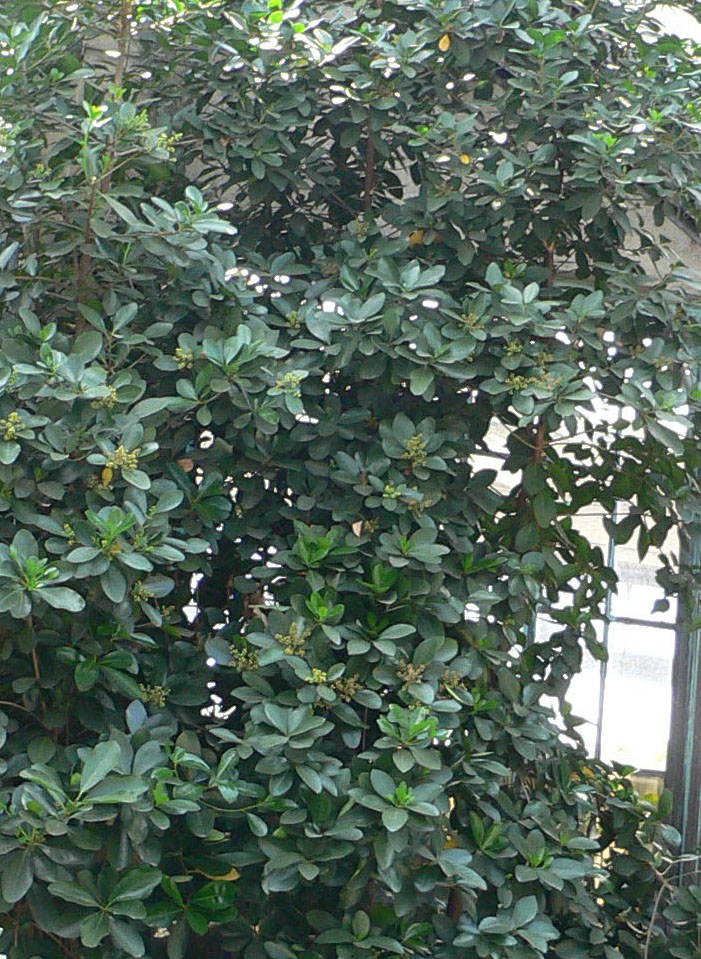
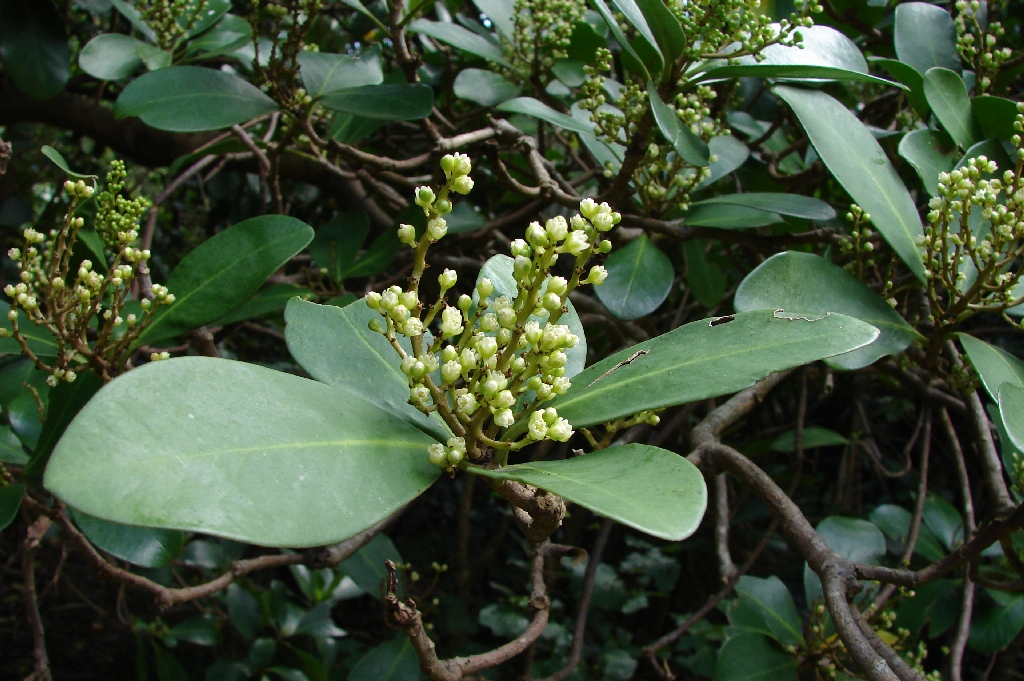